# Nathalie Sarraute

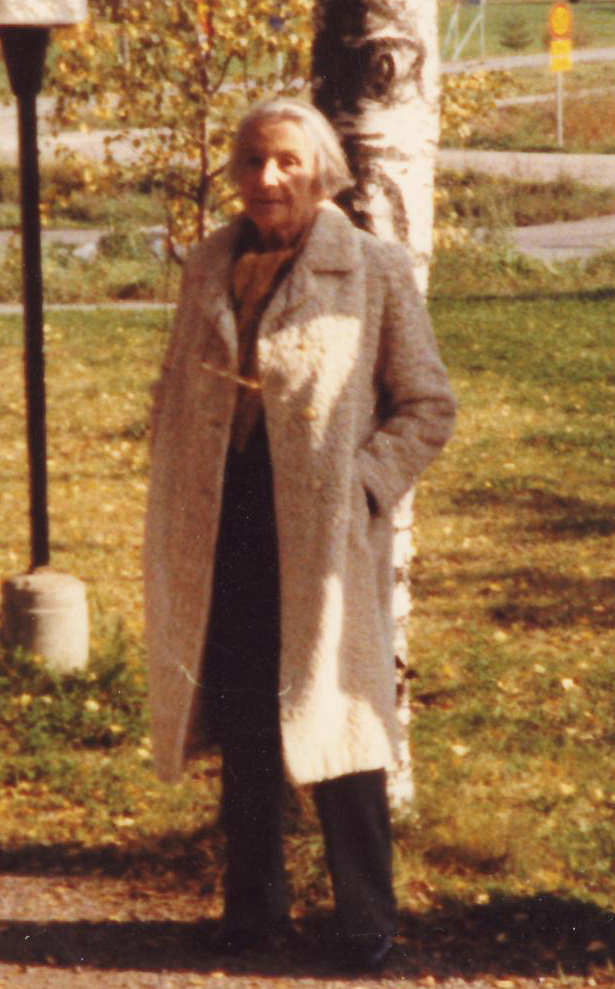
Nathalie Sarraute, 1983.

Nathalie Sarraute (Ivanovo, Rusland, 18 juli 1900 – Parijs 19 oktober 1999) was een Frans schrijfster van Russisch-Joodse origine.

## Leven en werk
Als dochter van een Russisch chemicus kwam Sarraute op vijfjarige leeftijd naar Parijs, waar ze later letteren en rechten studeerde. Ze studeerde tevens een jaar aan de Universiteit van Oxford en in Berlijn. Ze trouwde met Raymond Sarraute, kreeg drie kinderen en werkte tot 1939 als advocate.
In 1938 debuteerde ze met “Tropismes”, een soort literair schetsboek waarin ze anonieme personen gedurende korte tijd observeert. In 1949 verscheen “Portrait d'un inconnu”, met een voorwoord van Jean-Paul Sartre. Sindsdien neemt Sarraute een toonaangevende plaats in binnen de Franse letteren. Haar oeuvre omvat vooral romans, waarvan “Les fruits d’or” (1963) internationaal het meeste bekendheid verwierf. Verder schreef ze essays, toneel en een mooie bundel herinneringen aan haar kindertijd, “Enfance” (1983, in Nederland verschenen in de reeks Privé-domein).
Sarraute valt op door haar psychologische, analytische schrijfstijl. Ze probeert de innerlijke roerselen van mensen, die meestal onderhuids blijven, aan de oppervlakte te krijgen. Achter de gemeenplaatsen die mensen elkaar toevoegen ('ze kunnen niet anders') zoekt ze naar het authentieke, maar uiteindelijk komt ze tot de conclusie dat er enkel vaagheden achter schuilen en schuiven haar personages op van raadselachtigheid naar anonimiteit.